# 纽约市大专院校列表
纽约市大专院校列表（英語：List of colleges and universities in New York City）列举了纽约市的公立和私立大专院校。

## 公立院校
| 大学           | 学院性质   | 学院                       |
| -------------- | ---------- | -------------------------- |
| 纽约市立大学（ | 社区学院   | 曼哈顿区社区学院           |
| 纽约市立大学（ | 社区学院   | 布朗克斯社区学院           |
| 纽约市立大学（ | 社区学院   | 古特曼社区学院             |
| 纽约市立大学（ | 社区学院   | 霍斯特奥斯社区学院         |
| 纽约市立大学（ | 社区学院   | 金斯区社区学院             |
| 纽约市立大学（ | 社区学院   | 拉瓜迪亚社区学院           |
| 纽约市立大学（ | 社区学院   | 皇后社区学院               |
| 纽约市立大学（ | 四年制学院 | 亨特学院                   |
| 纽约市立大学（ | 四年制学院 | 柏鲁克学院                 |
| 纽约市立大学（ | 四年制学院 | 布鲁克林学院               |
| 纽约市立大学（ | 四年制学院 | 纽约市立学院               |
| 纽约市立大学（ | 四年制学院 | 史泰登岛学院               |
| 纽约市立大学（ | 四年制学院 | 约翰·杰伊刑事司法学院      |
| 纽约市立大学（ | 四年制学院 | 莱曼学院                   |
| 纽约市立大学（ | 四年制学院 | 美德佳·艾维斯学院          |
| 纽约市立大学（ | 四年制学院 | 纽约市技术学院             |
| 纽约市立大学（ | 四年制学院 | 皇后学院                   |
| 纽约市立大学（ | 四年制学院 | 约克学院                   |
| 纽约市立大学（ | 荣誉学院   | 威廉·麦考利荣誉学院        |
| 纽约市立大学（ | 研究生院   | 研究生中心                 |
| 纽约市立大学（ | 研究生院   | 新闻学研究生院             |
| 纽约市立大学（ | 研究生院   | 法学院                     |
| 纽约市立大学（ | 研究生院   | 医学院                     |
| 纽约市立大学（ | 研究生院   | 职业研究学院               |
| 纽约市立大学（ | 研究生院   | 公共卫生与健康政策研究生院 |

| 大学             | 学院         |
| ---------------- | ------------ |
| 纽约州立大学（） | 时尚技术学院 |
| 纽约州立大学（） | 眼科学院     |
| 纽约州立大学（） | 下州医学中心 |
| 纽约州立大学（） | 帝国州学院   |
| 纽约州立大学（） | 海事学院     |

## 私立院校
| - 阿尔伯特·爱因斯坦医学院 - 纽约市联盟大学 - 美国戏剧艺术学院 - 美国麦卡利斯特学院 - 美国音乐剧与戏剧学院 - ASA学院 - 银行街教育学院 - 巴德学院研究生中心 - 巴纳德学院 - 伯克利学院 - 博里库阿学院 - 布鲁克林法学院 - 佳士得美术学院 - 圣文森山学院 - 哥伦比亚大学 - 教育学院 - 协和神学院 - 库伯联盟学院 - 福坦莫大学 - 霍夫斯特拉大学弗兰克·扎布商学院 - 纽约圣公会神学院 | - 康奈尔大学 - 科技校区 - 威尔康奈尔医学科学研究生院 - 威尔康奈尔医学院 - 格斯特纳·斯隆·凯特琳生物医学研究生院 - 希伯来协和学院 - 海琳·福尔德护理学院 - 西奈山伊坎医学院 - 美国犹太教神学院 - 茱莉亚学院 - 國王學院 (紐約市) - 利姆学院 - 长岛商学院法拉盛分校 - 长岛大学 - 曼德尔联合卫生学院 - 曼哈顿学院 - 曼哈顿音乐学院 - 玛丽山曼哈顿学院 - 慈悲大学 - 纽约大都会学院 - 门罗学院 | - 新学院 - 尤金·朗文学院 - 表演艺术学院 - 公众参与学院 - 社会研究新学院 - 帕森设计学院 - 纽约艺术学院 - 纽约戏剧艺术学校 - 纽约电影学院 - 纽约精神分析研究生院 - 纽约科技学院 - 纽约法学院 - 纽约室内设计学院 - 纽约神学院 - 纽约大学 - 伽勒汀个人学习学院 - 纽约大学坦登工程学院 - 纽约大学法学院 - 斯特恩商学院 - 纽约大学医学院 - 蒂施艺术学院 | - 佩斯大学 - 太平洋健康与科学学院 - 西奈山倍思以色列护理学院 - 广场学院 - 普瑞特艺术学院 - 拉比艾萨克·埃尔查南神学院 - 查德·吉尔德研究生院 - 洛克菲勒大学 - 美国芭蕾舞学院 - 视觉艺术学院 - 圣弗兰西斯学院 - 圣约翰大学 - 新布伦瑞克神学院 - 圣约瑟夫大学 - 苏富比艺术学院 - 瑞典按摩疗法研究所 - 杜鲁学院 - 沃恩航空科技学院 - 瓦格纳学院 - 叶史瓦大学 - 本杰明·卡多佐法学院 |